# Il sentiero dei nidi di ragno
(Italo Calvino, Il sentiero dei nidi di ragno, 1947)
Il sentiero dei nidi di ragno è il primo romanzo di Italo Calvino. Pubblicato nel 1947 da Einaudi, è ambientato in Liguria all'epoca della seconda guerra mondiale e della Resistenza partigiana sotto dominio nazifascista.
Nonostante una certa propensione per la dimensione fantastica, determinata dal fatto che gli eventi vengono narrati attraverso il punto di vista di un bambino, può ascriversi, assieme alla raccolta Ultimo viene il corvo (1949), alla corrente neorealista.

## La stesura e le edizioni
Finito di scrivere nel dicembre 1946, viene pubblicato nel 1947 (10/X) nella collana I Coralli (11). In un'intervista sul Messaggero del 21 febbraio 1982 lo stesso Calvino ricorda come il romanzo venne scritto di getto e in pochissimo tempo:
Alla prima edizione stampata in 1500 esemplari non numerati, segue una ristampa identica alla prima (considerata seconda edizione) nel 1948 (fra la prima e seconda edizione ne furono vendute 6000 copie).
Alla seconda edizione [in realtà la terza], sempre edita da Einaudi nella collana Piccola Biblioteca Scientifico-Letteraria (63) nel 1954 (20/XI), vengono apportate correzioni e varianti testuali.
Nel 1964 si ha una nuova edizione con un'importante prefazione dell'autore. Quest'ultima, pubblicata sempre da Einaudi nella collezione I Coralli, è considerata l'edizione definitiva.

## Trama
Italia del 1943-1944, periodo della Resistenza. 
In una cittadina ligure della Riviera di Ponente, Sanremo, tra valli, boschi e luoghi impervi dove la lotta partigiana è più forte, Pin è un bambino ligure di circa dieci anni, orfano di madre e con il padre marinaio irreperibile, abbandonato a sé stesso e in perenne ricerca di amicizie tra gli adulti del vicolo dove vive, e dell'osteria che frequenta dove viene preso in giro da tutti: Pin è canzonato a causa delle relazioni sessuali che la sorella prostituta intrattiene coi militari tedeschi; provocato dagli adulti a provare la sua fedeltà, Pin sottrae a Frick, un marinaio tedesco amante della donna, la pistola di servizio, una P38, e la sotterra in campagna, nel luogo, sconosciuto a tutti, in cui è solito rifugiarsi, dove i ragni fanno il nido. Il furto sarà poi causa del suo arresto e dell'internamento in prigione. Qui entra a contatto con la durezza della vita di carcerato e con la violenza perpetrata da uomini su altri uomini. In prigione incontra Pietromagro, il ciabattino di cui era garzone, ma specialmente Lupo Rosso, un giovane e coraggioso partigiano, che in prigione subiva interrogatori e violenze da parte dei fascisti. Lupo Rosso aiuta Pin a evadere dal carcere, ma una volta fuori, per cause indipendenti dalla sua volontà abbandona Pin a sé stesso, a girovagare nel bosco da solo, finché non incontra Cugino, un partigiano solitario alto, grosso e dall'aria mite. Questi lo condurrà sulle montagne, al gruppo segreto di militanti partigiani a cui appartiene, il distaccamento del Dritto. Qui Pin entra in contatto con una folta casistica umana di antifascisti, dalla dubbia eroicità e caratterizzati dai più comuni difetti umani: Dritto il comandante, Pelle, Carabiniere, Giacinto detto il Commissario, i quattro cognati Duca, Conte, Barone e Marchese, Mancino il cuciniere, Giglia la moglie di Mancino, Zena 
detto Berretta di Legno o Labbra di Bue e così si sistema presso di loro. 
Una sera Dritto appicca inavvertitamente il fuoco all'accampamento perché avvinto in un gioco di sguardi con Giglia, la moglie di Mancino; questa sua imprudenza costringe i compagni partigiani a fuggire e a insediarsi in un vecchio casolare dal tetto sfondato. Un litigio col capo brigata irrita Pelle a tal punto da spingerlo al tradimento dei suoi compagni: parte per il villaggio e rivela ai tedeschi l'insediamento partigiano. In seguito la Resistenza provvederà a freddarlo in un gap. Il giorno seguente i comandanti partigiani, Kim e Ferriera, fanno sopralluogo nel distaccamento del Dritto e gli impartiscono le istruzioni per l'imminente battaglia. Al momento di partire però il Dritto, ormai ridotto all'ombra di sé stesso, si rifiuta di scendere in battaglia e decide di restare con Giglia. Con loro resterà solo Pin che sin dall'incendio aveva compreso l'interesse dei due e li sorprenderà, una volta partiti tutti, a consumare il loro sesso adulterino. Il Dritto d'altronde sa di aver segnato il suo destino.
La battaglia si risolve con una ritirata strategica. Il bilancio è di un solo morto e di un ferito. Poiché l'accampamento non è più sicuro come prima, i partigiani si mettono in cammino e raggiungono la postazione di altre brigate partigiane. Presto la discussione si accende quando Pin comincia a rivelare la tresca amorosa tra il Dritto e la Giglia scoperta il mattino: il Dritto tenta allora di zittire il bambino, malmenandolo, tanto che Pin gli morde la mano. Con quel gesto rabbioso esce dal casolare e scappa via di corsa. Incontra di tanto in tanto dei tedeschi e dopo alcuni giorni di marcia, arriva al suo paesino o almeno quello che ne resta dopo il rastrellamento dei nazisti. Ancora una volta si rifugia nel suo luogo segreto, ma vi trova tutta la terra rimossa e la pistola scomparsa: è quasi sicuro che sia stato Pelle.
Sconvolto, si reca dalla sorella, ormai in combutta con i tedeschi ma suo unico contatto con il mondo, la quale è molto sorpresa di vederlo. Mentre conversa, viene a sapere che lei possiede una pistola datale da un giovane delle brigate nere, sempre raffreddato. Pin capisce che si tratta di Pelle e che la pistola è proprio la P38 che lui aveva sottratto al tedesco e che aveva sotterrato al sentiero dei nidi di ragno. Se la riprende con rabbia e, gridando contro la sorella, va via di casa. Si sente ancora più solo, fugge verso il sentiero dei nidi di ragno, dove incontra nuovamente Cugino. Durante la conversazione che intrattengono, Pin si rende conto che proprio Cugino è l'unico vero amico, un adulto che si interessa persino ai nidi di ragno scoperti da Pin. Ma Cugino dice a Pin che vorrebbe andare con una donna, dopo tanti mesi passati in montagna. Pin rimane male, proprio Cugino che era sempre stato così ferocemente critico verso le donne. Anche lui, pensa Pin, è come tutti gli altri adulti. Parlano della sorella prostituta, Cugino è interessato e si fa indicare la sua abitazione. Si allontana lasciando a Pin il suo mitra e portandosi dietro proprio la pistola del bambino, dicendo che aveva paura di incontrare dei tedeschi. Dopo pochi minuti Pin sente degli spari venire dalla città vecchia. Ma ecco, invece, che ricompare Cugino: troppo presto rispetto a quello che aveva detto di voler fare con la prostituta. Il bambino è felice: Cugino gli dice che ci ha ripensato, che non ha voglia di andare con una donna, che le donne gli fanno schifo. È probabile che abbia provveduto a uccidere la sorella di Pin perché complice delle truppe tedesche, ma questo fatto rimane incerto, non detto, e Pin non collega gli spari sentiti alla rapidità del ritorno di Cugino. Nessuna consapevolezza o sospetto c'è da parte di Pin: è felice di aver ritrovato una figura di adulto che lo protegga e lo capisca. I due si tengono per mano e si allontanano, di notte, in mezzo alle lucciole.

## Luoghi
Il romanzo è ambientato nei comuni montuosi dell'Estremo Ponente ligure, specie la parte collinare di Sanremo - città natale della famiglia dell'autore - dove esiste ancora oggi, nel centro storico detto "la Pigna", un viottolo chiamato "Carruggio Lungo", vicolo stretto ma carrabile: stradicciola tipica dei centri storici liguri, massime quello ben noto della città di Genova.
Le azioni narrate sono proprio quelle, brulicanti di tedeschi, prima come alleati dell'Italia poi come nemici inferociti dall'armistizio di Cassibile (8 settembre '43), dove si svolsero sanguinosissimi combattimenti tra partigiani e nazifascisti.
Qui si svolge la prima parte del libro, in cui Pin si trova ancora dalla sorella: la locanda degli adulti del vicolo, la casa di Pin, il luogo in cui lavora e le abitazioni di tutti gli altri personaggi del romanzo. Alla carcerazione del protagonista, la scena si sposta fuori dal "Carruggio Lungo", così dalla prigione, fino al distaccamento del Dritto, insediato tra i boschi delle montagne liguri; tra i luoghi citati in questa parte c'è lo storico Passo della Mezzaluna. Se il paese natale di Pin è sinonimo di consuetudine all'esclusione, ma punto di riferimento per il piccolo, il bosco e il distaccamento partigiano significherà disorientamento e precarietà. Esiste un ulteriore luogo, di decisiva rilevanza all'interno della trama, ovvero il sentiero dei nidi di ragno, uno spazio quasi surreale, dove la natura è complice di Pin, custode e sicura. Per il protagonista rappresenta l'Arcadia, l'ambiente quasi idilliaco e immaginifico dove Pin esprime unico la sua puerilità. Essendo questo posto anche conosciuto dal solo Pin, lo spinge a escludere chiunque dal godimento di tal luogo, se non all'amico vero che lui per tutto il romanzo cerca velatamente.

## Lessico e stile
Questo primo libro di Italo Calvino, scritto subito dopo la fine della guerra, è molto scorrevole, i dialoghi, scritti con un linguaggio quotidiano spesso scurrile, si alternano a descrizioni minuziose dell'animo dei personaggi principali (come quello di Lupo Rosso, o come il ritratto di Kim nel IX capitolo, infatti questo capitolo si distacca dal tono degli altri perché attraverso Kim il narratore può esprimere i suoi giudizi) e dei luoghi dove si svolgono le azioni di guerra.

Il narratore del libro è esterno e il libro è narrato in terza persona. Calvino sceglie di raccontare e descrivere i fatti e le paure di una guerra visti dal “basso”, da chi non può nulla nei conflitti eppure è costretto a farvi parte: l'ottica è quella di un bambino. Dietro lo sguardo un po' spaesato di Pin c'è la vicenda biografica di Italo Calvino che, giovane universitario di estrazione borghese, lascia gli studi ed entra nella Resistenza, in clandestinità vive a contatto di operai, gente semplice, condividendo la vita partigiana ma facendo parte inesorabilmente di un altro mondo.
Nel testo sono riportati alcuni termini militari e partigiani che affascinano il protagonista come del resto tutto il mondo dei grandi, ad esempio gap che indica un'organizzazione partigiana, come un'altra parola “misteriosa” sim. Alcune parole di uso tipicamente militare sono sten e P38, che sono rispettivamente la pistola mitragliatrice di fabbricazione Inglese in uso durante la Seconda guerra mondiale e la pistola semiautomatica di fabbricazione tedesca in dotazione all'esercito nazista.

È frequente l'uso di figure retoriche da parte di Italo Calvino, come le similitudini per rendere il testo di più facile comprensione al lettore (es.con ansia un po' voluta: a toccare la fondina ha un senso di commozione dolce, come da piccolo a un giocattolo sotto il guanciale.). I termini usati sono facili e non si presentano quasi arcaismi, solo qualche termine come “chetare” in luogo di "calmare", oggi più usato.

Frequenti sono i riferimenti lessicali al dialetto, riconoscibili sulla bocca di alcuni personaggi, in altre opere più mature quest'esigenza di una lingua viva troverà sbocco nella vivacità di una lingua italiana nutrita di linfa anche dialettale e popolare.
Il tempo della narrazione è il presente. Questa scelta stilistica dà al testo un ritmo veloce, rendendo il testo moderno e "nervoso".
Tutto il racconto sottende una dimensione fiabesca, come notò per primo Cesare Pavese, anticipando uno dei grandi temi della riflessione e della successiva produzione di Italo Calvino.

## Personaggi

### Pin
È il protagonista del racconto di Calvino. È un bambino di bassa estrazione sociale, spesso maleducato, ribelle, pagliaccio e menefreghista. I suoi genitori sono scomparsi quando lui era ancora piccolo. Fin da allora ha cercato spazio nel mondo dei grandi pur non comprendendo il loro strano modo di ragionare, infatti durante la giornata cerca clienti per sua sorella, una prostituta conosciuta in tutto il paese come la Nera di Carrugio Lungo. Non gioca con i suoi coetanei, ma al contrario ha sempre cercato la stima degli adulti, che cercava di far ridere cantando canzoni su cose volgari e da grandi, per le quali manca di consapevolezza (come il sesso, la guerra e la prigione).
Nonostante la sua tenera età, Pin ha vissuto esperienze da adulto: lavorava in una bottega come calzolaio per il padrone Pietromagro e faceva “pubblicità” alla sorella, ma questo non ha cambiato il suo modo di ragionare e di sognare, tipico di un bambino, tanto che non riesce a distinguere il bene dal male a causa della superficialità con cui supera le difficoltà. Frequenta un'osteria dove si ritrovano gli adulti che con lui parlano molto, ma lo usano per calmare i momenti di tensione con le filastrocche cantate o per scopi personali, come quando gli ordinano di prendere una pistola.
Pin non ripone fiducia in quelle persone così diverse da lui, infatti non rivela a nessuno di loro il suo posto magico e segreto, il sentiero dove fanno il nido i ragni. È un personaggio sospeso tra il mondo dei grandi, nel quale cerca di entrare, e il mondo al quale appartiene, ma nel quale non ha mai voluto identificarsi. Pensa che nel mondo dei grandi lui possa trovare un grande amico sincero al quale confidare il suo segreto.
In questa strana ricerca Pin si fa più saggio, perché vive nuove esperienze con la guerra, ma le idee che si farà lo porteranno a essere ancora più solo. Diventa crudele con la natura forse per sfogarsi, forse per vedere cosa provano gli uomini quando vogliono uccidere loro simili, così si chiede che cosa succederebbe a sparare a una rana, infilza ragni, seppellisce freddamente il falchetto morto.
Alla fine del romanzo Pin rincontrerà Cugino e capirà di aver trovato un vero amico, a cui possa svelare dove si celano i nidi dei ragni.

### Cugino
Il personaggio è descritto come di stazza imponente, un omone molto grande che assomiglia a un orco, con baffi spioventi e rossicci, alto, curvo su sé stesso e vestito sempre con una mantellina e un berretto di lana. Il carattere si rivela però buono e caloroso. In seguito ai ripetuti tradimenti della moglie durante la sua missione di guerra, e una faccenda avvenuta con una sua amante poco prima, sviluppa una profonda avversione per le donne, che lo porterà a maturare la concezione che la causa delle tragedie accadute e della guerra siano proprio le donne.
Cugino fa la conoscenza di Pin dopo l'evasione dal carcere, proprio lui lo accompagna al distaccamento del Dritto, il gruppo dei partigiani di cui faceva parte, anche se solitamente preferisce agire da solo. Qui i due approfondiscono la loro conoscenza e Pin inizia a provare un sentimento di amicizia nei suoi confronti. Quest'uomo possente infatti nasconde in sé una dolcezza e una semplicità di sentimenti che lo portano a essere un grande-piccolo, ma fermo negli ideali, proprio la persona che Pin il "bambino-vecchio", stava cercando. Infatti Cugino pare non voler fare parte del mondo dei grandi con donne e guerra ma sembra interessato a discorsi infantili, ma in qualche modo ricchi di speranza, come quelli riguardanti i nidi di ragno.

### Kim
È il dedicatario dell'opera, oltre a essere il personaggio di spicco per un intero capitolo, in cui la storia principale resta per un po' da parte. Il suo ritratto caratteriale rispecchia subito fedelmente la sua storia biografica: come studente universitario in medicina e futuro psichiatra, è un rigoroso e scrupoloso ricercatore di certezze. Da questa peculiarità nasce il discorso serio sulla ragione del furore dell'uomo. Sul rapporto tra storia e senso della storia. Nella trama il personaggio si dimostra profondamente convinto del suo importante ruolo di comandante delle truppe partigiane. Appare tardi sulla scena, infatti arriva la notte prima della battaglia e porta dentro la freddezza della guerra il bisogno di riflettere sulle motivazioni profonde che animano partigiani e repubblichini. Egli riconosce che entrambi gli schieramenti credono di essere nel giusto, ma che solo i partigiani lo sono. Sa che c'è bisogno di certezze, ma non può rinunciare alle domande, soprattutto a quelli più radicali.
Il personaggio di Kim (il nome di battaglia deriva dal Kim del romanzo di Rudyard Kipling) è ispirato al capo partigiano Ivar Oddone (che sarà un famoso medico del lavoro nel dopoguerra) conosciuto da Calvino durante il suo impegno nella Resistenza, e le sue argomentazioni nel suo discorso con Ferriera (che non lo capisce) e nel successivo monologo sono un sunto dei ragionamenti che Calvino e lui facevano fra loro, in quanto unici intellettuali in una brigata composta per lo più di operai e contadini.
Alberto Asor Rosa riconosce in Kim Calvino stesso, che affida al suo alter ego l'unico momento di riflessione teorica presente nel romanzo.

### Ferriera
Egli entra in scena nel libro quando deve annunciare la battaglia insieme al commissario Kim.
I due partigiani, come ci viene descritto nel capitolo IX, “sono di poche parole: Ferriera è tarchiato con la barbetta bionda e il cappello alpino, ha due grandi occhi chiari e freddi che alza sempre a mezzo guardando di sottecchi…”.
Ferriera è un operaio nato in montagna e per questo il suo modo di fare è sempre schietto e limpido, a volte un po' freddo come quello di tutti i montanari. È sempre disposto ad ascoltare tutti, ma dietro al suo sorriso di convenienza si nascondono le sue vere intenzioni e decisioni: come dovrà schierarsi la brigata, quando dovranno entrare in azione…
Avendo sempre lavorato per anni in una fabbrica, è convinto che tutto debba muoversi con perfezione e regolarità, come in una macchina.
Ecco perché la sua visione della guerra partigiana è perfetta come una macchina; è l'aspirazione rivoluzionaria cresciutagli nelle officine.
A differenza del commissario Kim, il comandante Ferriera sostiene che nello squadrone del Dritto siano stati raggruppati gli uomini che valgono meno e per questo vorrebbe dividerlo.
Durante la narrazione, il comandante ci spiega che non bisogna aspettarsi nulla dagli eserciti alleati, sostenendo l'idea che i partigiani da soli riusciranno a tener testa ai nemici.
Dopo la scoperta del tradimento di Pelle e il dialogo avuto con il Dritto, Kim e Ferriera si allontanano, ma durante la camminata i due si confrontano. Secondo il comandante, l'idea di Kim era sbagliata, “È stata un'idea sbagliata la tua, di fare un distaccamento tutto di uomini poco fidati, con un comandante meno fidato ancora. Vedi quello che rendono. Se li dividevamo un po' qua un po' là in mezzo ai buoni era più facile che rigirassero dritti". Ma Kim non è dello stesso parere. Secondo lui infatti, quel distaccamento era uno dei migliori, uno dei quali era più contento. Questa opinione suscita in Ferriera una reazione scontrosa.
Emerge particolarmente in questo passaggio la diversa formazione educativa dei due personaggi: da una parte abbiamo Kim, studioso e logico; dall'altra Ferriera particolarmente pragmatico. "Non è un laboratorio d'esperimenti" afferma Ferriera, "capisco che avrai le tue soddisfazioni scientifiche a controllare le reazioni di questi uomini, tutti in ordine come li hai voluti mettere, proletario da una parte, contadini dall'altra (…). Il lavoro politico che dovresti fare, mi sembra, sarebbe di metterli tutti mischiati e dare coscienza di classe a chi non l'ha e raggiungere questa benedetta unità... senza contare il rendimento militare poi."
Kim si trova in difficoltà di fronte ai discorsi di Ferriera, ma in un secondo momento afferma che tutti gli uomini combattono nello stesso modo, ognuno con il proprio furore. Nell'analizzare le situazioni Kim è terribilmente chiaro e dialettico, nel parlare schietto e diretto “c'è da farsi venire le vertigini”! Al contrario il suo comandante vede le cose molto più chiaramente.
Il personaggio di Ferriera è ispirato al partigiano Giuseppe Vittorio Guglielmo conosciuto da Calvino durante il suo impegno nella Resistenza

### Lupo Rosso
È un sedicenne alto e grosso, con la faccia livida e i capelli rasi sotto un cappello a visiera alla russa. Ha scelto il suo nome durante un discorso con il commissario politico della Brigata. Dice di volersi chiamare come un animale forte (precedentemente era noto come Ghepeù fra gli operai suoi colleghi di lavoro, a causa delle sue continue citazioni di Lenin e della sua ammirazione per l'Unione sovietica, ma il nome non è stato considerato adatto), quindi il commissario gli ha suggerito di chiamarsi Lupo. Lupo Rosso sostiene che Lupo è un animale considerato fascista quindi aggiungono la parola rosso al fine di dare al suo nome di battaglia una sfumatura comunista. Dichiaratamente leninista e dal carattere impetuoso e deciso, è un grande appassionato di armi da fuoco, con cui ha preso particolare confidenza lavorando come meccanico alla Organizzazione Todt. Fa conoscenza con Pin in carcere, avvicinando per la prima volta il bambino alla Resistenza. È tisico, sputa spesso sangue in seguito alle percosse ricevute con frequenza disumana dalle squadracce. Da qui alcuni disturbi legati all'alimentazione, in quanto afferma che non può mangiare e dà a Pin la sua porzione di minestra. Possiede molta fama fra i partigiani e sono tanti a stimarlo per le sue azioni di guerra. Scappa dalla prigione con Pin per vedere con lui il posto magico del bambino e prendere la pistola P.38, ma durante il tragitto si perdono e si separano, a causa dei tedeschi. L'abbandono per Pin significa una dura delusione, Pin infatti vede Lupo Rosso come uno dei pochi esempi di coerenza e di fermezza, uno dei pochi disinteressati alle donne. Pin lo rivede poco tempo dopo, durante un incontro del distaccamento del Dritto con quello del Biondo, del quale Lupo Rosso fa parte. Successivamente Lupo Rosso partecipa all'azione punitiva contro i fascisti e contro Pelle, il partigiano traditore, e recupera molte delle armi collezionate da quest'ultimo.
Il personaggio di Lupo Rosso è ispirato al partigiano Sergio Grignolio (nome di battaglia Ghepeù), conosciuto da Calvino durante il suo impegno nella Resistenza.

### Il Dritto
È il comandante del gruppo partigiano a cui appartiene Cugino. Per tutta la durata del libro rimane un comandante forte, che sa guidare i suoi uomini in battaglia e sa farsi rispettare da loro, fino a quando per via dell'amore che prova per la Giglia, la moglie di Mancino, si distrae e lascia bruciare il capanno in cui risiedeva tutta la brigata. Quel gesto di incapacità attira i tedeschi nel luogo in cui erano nascoste tutte le brigate e lo porterà a essere fucilato alla fine del libro. Il commissario Kim gli fa capire che se andrà in battaglia in prima linea contro i tedeschi potrà riscattarsi e salvarsi, ma lui non va per stare con Giglia (mentre tutti gli altri sono in combattimento), e alla fine - poco dopo la fuga di Pin - viene così arrestato da due partigiani mandati dal comando, per essere fucilato per insubordinazione, mentre il distaccamento verrà sciolto e gli uomini divisi in altri gruppi.

### Pelle
Pelle è poco più di un ragazzo, sempre raffreddato e molto irascibile. Infatti, durante una lite col Dritto, si infuria al tal punto da tradire i partigiani. Pelle si occupa di procurare l'armamento ai partigiani (rubandolo) e per esso nutre una vera passione. Dopo una scommessa fatta con Pin, va in cerca della P38 che il ragazzino aveva nascosto nel sentiero dei nidi di ragno, la trova e la lascia in regalo alla sorella di Pin, perché resti in famiglia. Verso la fine del romanzo Lupo Rosso racconta la fucilazione di Pelle e la confisca di tutte le sue armi, tra cui, per l'appunto, si trova un'immensa varietà di fucili e pistole, ma non una P38.

### Altri personaggi
- Miscel il Francese, Gian l'Autista, Giraffa: uomini che si ritrovano con Pin all'osteria; finiranno a combattere chi con le brigate nere, chi con i partigiani.
- Rina detta la Nera di Carrugio Lungo: sorella di Pin, prostituta che frequenta tedeschi e fascisti
- Frick: marinaio tedesco, amante della sorella di Pin, a cui il ragazzino ruba la pistola; viene descritto come non molto sveglio e nostalgico della sua famiglia ad Amburgo
- Mancino: cuoco del distaccamento del Dritto, comunista convinto e considerato estremista anche da Lupo Rosso, anche se evita spesso di andare in battaglia con varie scuse; ha un falchetto chiamato Babeuf, ma poi lo uccide su insistenza degli altri perché starnazzando attira i nazisti all'accampamento
- Giglia: moglie di Mancino, amante del Dritto
- Zena il Lungo detto Berretta-di-legno: partigiano genovese, non è comunista anche se sta con i garibaldini
- Carabiniere: un carabiniere che ha disertato per combattere i fascisti
- Duca, Conte, Marchese, Barone: quattro cognati calabresi
- Pietromagro: ciabattino e piccolo truffatore, padrone della bottega dove lavora Pin

## LaPrefazionedel 1964
Nel giugno del 1964 l'editore Einaudi propone una nuova edizione del "Il sentiero dei nidi di ragno", riveduta e corretta, a cui Calvino scrive una lunga prefazione. La Prefazione o Presentazione diverrà subito un testo fondamentale, in cui Calvino esprime delle riflessioni sulla propria opera.
Calvino descrive le ragioni che l'hanno portato a scrivere il libro e parla della responsabilità che ha avvertito, come testimone e protagonista della Resistenza, a perpetuarne la memoria. Avvertendo il tema come troppo impegnativo e solenne, decide di affrontarlo di scorcio, trattandolo cogli occhi di un bambino e per andar contro la «rispettabilità ben pensante», sceglie non di rappresentare i migliori partigiani, ma i peggiori possibili. Ciononostante - dice - loro sono stati uomini migliori di coloro che sono rimasti al sicuro nelle città e nelle campagne, perché spinti da un'elementare voglia di riscatto sono diventati forze storiche attive. Questa idea è riportata nel romanzo per bocca di Kim, il commissario politico.

Tuttavia esprime un senso di delusione: il suo libro, a suo dire, non è riuscito a rappresentare la Resistenza in modo pieno, cosa riuscita soltanto a Beppe Fenoglio in Una questione privata, capace di serbare per tanti anni limpidamente la memoria fedele e a rappresentarne i valori. Scrivere Il Sentiero dei nidi di ragno conclude ha bruciato la sua memoria, ha cancellato i ricordi di 
(Italo Calvino, 1964.)

## Premi e riconoscimenti
Nel 1947 il libro presentato al Premio Mondadori viene scartato. Lo stesso anno vince la prima edizione del Premio Riccione.

## Influenza culturale
Il contenuto del libro è stato ripreso nel 2005 dai Modena City Ramblers nella canzone Il Sentiero, dell'album Appunti Partigiani.

## Edizioni
- Il sentiero dei nidi di ragno, collana I Coralli, n. 11, Torino, Einaudi, ottobre 1947.
- Il sentiero dei nidi di ragno, collana Piccola Biblioteca Scientifico-letteraria, Nota introduttiva dell'Autore, n. 63, Torino, Einaudi, 1954. [edizione con testo modificato]
- Il sentiero dei nidi di ragno, collana I Coralli, Con una prefazione dell'Autore, Torino, Einaudi, 1964. [Edizione definitiva con testo ancora riveduto, appare in anticipo presso il Club degli Editori].
- Il sentiero dei nidi di ragno, collana Nuovi Coralli, n. 16, Torino, Einaudi, 1972-1991. Collana Einaudi Tascabili, 2002.
- Il sentiero dei nidi di ragno, collana Gli elefanti, Milano, Garzanti, 1987-1992.
- collana Oscar. Opere di Italo Calvino, Il sentiero dei nidi di ragno, Milano, Mondadori, settembre 1993..
- Il sentiero dei nidi di ragno, collana Oscar, con uno scritto di Cesare Pavese, Milano, Mondadori, 2011, ISBN 978-88-04-63265-8.; collana Oscar Moderni n.55, Mondadori, 2016-2019, ISBN 978-88-04-63713-4.